# 小行星3479
小行星3479（英語：3479 Malaparte）是一颗围绕太阳公转的小行星。1980年10月3日，茲丹卡·瓦弗洛娃在克列特发现了此天体。
这颗小行星的绝对星等为91.95549等。